# Komet Christensen 4
Komet Christensen 4 ali 170P/Christensen je periodični komet z obhodno dobo okoli 8,6 let.
Komet pripada Jupitrovi družini kometov .

## Odkritje
Komet je odkril 17. junija 2005 ameriški astronom Eric J. Christensen v okviru projekta Mount Lemmon Survey, ki je del projekta Catalina Sky Survey.